# Yucca aloifolia
Yucca aloifolia је зимзелена, дрвенаста врста из рода јука, која се у нашем поднебљу гаји искључиво као украсна собна врста. Често се за ову врсту користи и домаће име дрво живота, али се овим именом називају и друге врсте овог рода, као и неких других родова, чак и фамилија. Енглески назив за ову врсту је шпански мач или бодеж (Dagger plant). Осим ове јуке као саксијска биљка се често може срести и слична врста Yucca gloriosa, чији је енглески назив шпански бодеж.

## Распрострањеност
Yucca aloifolia од природе расте дуж источне обале Северне америке, од Северне Каролине do Мексика и на Западноиндијским острвима (Кариби).

## Опис врсте
Корен ове, као и осталих врста јука, је у виду подземног стабла − дугачких и танких ризома. Yucca aloifolia спада међу врсте јука које формирају високо надземно стабло (за разлику од неких врста код којих је стабло сасвим ниско, или га уопште нема, већ се розета формира од саме земље). Стабло је пречника 7−12 cm. Расте споро и достиже висину 1,5−6 м. С обзиром да је прилично танко, када достигне одређену висину круна листова постане претешка и стабло се повија до земље, неко време расте бочно а затим се врх окреће и поново почиње да расте навише.

Листови су зелени, сабљасти, формирају крошњу − розету на врху стабла. Зрели листови дуги су до 60 cm, крути, храпави на додир, зашиљеног и веома оштрог врха. Млади листови расту усправно из средине розете. Како сазревају полако се спуштају према доле. Стари листови попримају смеђу боју, спуштају се надоле и остају дуго да висе опуштено низ дебло, попут „хавајске сукњице”.
Цветови су скупњени у терминалним цвастима, дугим до 0,6 м, на врху стабла. Крупни су, звонасти, пречника око 12 cm и ружичасто беле боје. Цвета током јуна−јула. За опрашивање је, као и код осталих врста јука, неопходно присуство јукиног мољца. Ако овај инсект није присутан приступа се вештачком опрашивању. Плодови су љубичасти, висећи, сочни, пречника око 3 cm. Зрели плодови се не отварају. Семе је мат црне боје, округласто, пречника 5-7 mm. После цветања стабло престаје да расте. Тада се активира један или више бочних пупољака на врху стабла, који потерају нове избојке. Један од њих преузима улогу терминалног (вршног пупољка), док од осталих настају бочне гране. Бочних грана је најчешће само неколико, па одрасле биљке имају ретку, прозрачну крошњу.
- Прозрачне крошње са крутим, сабљастим листовима
- Млади и стари листови на врху стабла
- Цваст
- Плодови

## Услови станишта
Yucca aloifolia од природе расте у приобалним подручјима, укључујући и пешчане дине и морску обалу, а пење се до 1800 м надморске висине. С обзиром на овакве услове врста је мало захтевна према земљишту, али не подноси ниске температуре. Зате се у нашем поднебљу може гајити само као собна биљка.

## Значај у озелењавању
Yucca aloifolia је веома декоративна врста, али се на отвореном може садити само у областима са топлом климом. Може при основи дебла да развије нове избојке из подземног стабла, формирајући тако изузетно лепе групе стабала.
Када се гаји као саксијска врста треба јој обезбедити светао, сунчан положај. На природним стаништима расте на екстремно сувим теренима, па претерано заливање може довести до труљења корења. Веома добро подноси суви собни ваздух. Ове јуке су углавном веома отпорне, па напади штетника указују на то да биљци не одговара положај на коме је смештена. Размножавају се семеном или ожиљавањем младих избојака. Чак и у саксији ове јуке могу достићи прилично велику висину, при чему постају тешке и нестабилне. Зато им треба обезбедити велику и стабилну посуду, како се не би превртале. С обзиром на величину, као и на отпорност и мале захтеве према условима средине, Yucca aloifolia је саксијска врста примерена великим просторијама какви су холови, чекаонице и слични јавни простори. Једино треба водити рачуна о њеним оштрим листовима, који је чине неприхватљивом за просторе у којима често бораве деца.
- Yucca aloifolia 'Variegata' у кактусаријуму у Мадеири
- Yucca aloifolia 'Marginata' са бројним избојцима из основе
- Yucca aloifolia у алпинетуму Ботаничке баште у Сан Франциску
- Yucca aloifolia као саксијска биљка

### Култивари
Yucca aloifolia има велики број гајених облика (форми и варијетета): разгранатог стабла, ширих или изувијаних листова, али су најчешћи и најпопуларнији они чији су листови уздужно прошарани различитим нијансама боја (белим, светложутим, златножутим...) −
Y. a. 'Variegata', Y. a. 'Marginata', Y. a. 'Tricolor', Y. a. 'Quadricolor' и др.